# Gauliga Hessen 1936/37
De Gauliga Hessen 1936/37 was het vierde voetbalkampioenschap van de Gauliga Hessen. SV 06 Kassel werd kampioen en plaatste zich voor de eindronde om de Duitse landstitel, waar de club in de groepsfase uitgeschakeld werd.

## Eindstand
| Plaats | Club                            | Wed. | W  | G | V  | Saldo | Ptn.  |
| ------ | ------------------------------- | ---- | -- | - | -- | ----- | ----- |
| 1.     | SV 06 Kassel-Rothenditmold      | 18   | 13 | 5 | 0  | 46:23 | 31:5  |
| 2.     | SG Hessen Hersfeld              | 18   | 8  | 7 | 3  | 37:23 | 23:13 |
| 3.     | CSC 03 Kassel                   | 18   | 9  | 2 | 7  | 63:25 | 20:16 |
| 4.     | TuSpV KeWa 1887/04 Wachenbuchen | 18   | 6  | 8 | 4  | 32:31 | 20:16 |
| 5.     | 1. Hanauer FC 93                | 18   | 8  | 3 | 7  | 41:26 | 19:17 |
| 6.     | VfB Friedberg                   | 18   | 7  | 5 | 6  | 50:36 | 19:17 |
| 7.     | SV Germania 09 Fulda            | 18   | 7  | 5 | 6  | 28:28 | 19:17 |
| 8.     | 1. SV Borussia 04 Fulda         | 18   | 8  | 0 | 10 | 28:37 | 16:20 |
| 9.     | VfB Kurhessen 1905 Marburg      | 18   | 1  | 5 | 12 | 31:73 | 7:29  |
| 10.    | SpVgg Niederzwehren             | 18   | 1  | 4 | 13 | 20:74 | 6:30  |

|  | Kampioen, geplaatst voor nationale eindronde |
|  | Degradatie naar Bezirksliga                  |

## Promotie-eindronde

### Groep A
| Plaats | Club            | Wed. | Saldo | Ptn.  |
| ------ | --------------- | ---- | ----- | ----- |
| 1.     | BC Sport Kassel | 6    | 22:07 | 09:03 |
| 2.     | FV Breidenbach  | 6    | 16:11 | 08:04 |
| 3.     | VfL Lauterbach  | 6    | 06:11 | 06:06 |
| 4.     | RSG Bebra       | 6    | 03:18 | 01:01 |

|  | Promotie naar Gauliga Hessen 1937/38 |

### Groep B
| Plaats | Club              | Wed. | Saldo | Ptn.  |
| ------ | ----------------- | ---- | ----- | ----- |
| 1.     | VfB 06 Großauheim | 6    | 13:09 | 09:03 |
| 2.     | SV Wetzlar 05     | 6    | 17:08 | 08:04 |
| 3.     | SV 06 Bad Nauheim | 6    | 08:16 | 04:08 |
| 4.     | SV Elz            | 6    | 10:15 | 03:09 |